# Gabriele Gori
Pour les articles homonymes, voir Gori.
Gabriele Gori, né le 13 février 1999 à Florence, en Toscane, est un footballeur international italien évoluant au poste d'attaquant à la Reggina 1914, prêté par l'ACF Fiorentina.

## Biographie

### En club
Après des années passées au centre de formation de l'ACF Fiorentina, Gabriele Gori fait ses premiers pas en professionnel en 2018 sous le maillot du Calcio Foggia 1920, en prêt de la Viola.
Le 31 janvier 2019, il est prêté jusqu'à la fin de la saison à l'AS Livourne Calcio.
Le 2 septembre 2019, il est prêté au SS Arezzo pour l'intégralité de la saison 2019-2020 .
Le 1er septembre 2020, il rejoint le L.R. Vicence Virtus en prêt.

### En équipe nationale
Gabriele Gori est un habitué des sélections internationales depuis sa sélection en U15 en 2014. Avec les moins de 18 ans, il se met en évidence en inscrivant deux doublés, contre la Slovénie et Israël.
Gori fait partie des joueurs appelés pour disputer la Coupe du monde des moins de 20 ans 2019. Lors du mondial junior organisé en Pologne, il joue deux matchs : une rencontre de phase de groupe contre le Japon, et la « petite finale » perdue face à l'Équateur.